# Tina Gordon Chism
Tina Gordon Chism es una guionista, productora y directora estadounidense.

## Primeros años
Chism estudió teatro en la Escuela de Artes Escénicas Duke Ellington. Se inspiró en The Cosby Show para contar historias de familias negras ricas.

## Carrera
Comenzó su carrera como escritora escribiendo las películas ATL y Drumline. Hizo su debut como directora en la película Peeples del 2013, que también escribió. Ese mismo año HBO dio luz verde a la primera serie original de Chism, titulada Crushed. Tres años después, en 2016, el episodio piloto de la serie fue acogido por Hulu. En 2019 coescribió los guiones de las comedias What Men Want y Little, mientras dirigía esta última. Escribió y dirigió la película de 2023, Praise This. También ha actuado como productora consultora en Chicas buenas.

## Filmografía

### Cine
| Año  | Título        | Guionista | Directora |
| ---- | ------------- | --------- | --------- |
| 2002 | Drumline      | Sí        | No        |
| 2006 | ATL           | Sí        | No        |
| 2013 | Peeples       | Sí        | Sí        |
| 2019 | What Men Want | Sí        | No        |
| 2019 | Little        | Sí        | Sí        |
| 2023 | Praise This   | Sí        | Sí        |

### Televisión
| Año  | Título        | Guionista | Productora |
| ---- | ------------- | --------- | ---------- |
| 2016 | Crushed       | Sí        | No         |
| 2018 | Chicas buenas | No        | Sí         |